# Macranhinga kiyuensis
Macranhinga kiyuensis es una especie de ave acuática suliforme aníngida extinta perteneciente al género Macranhinga, el cual está relacionado con el género Anhinga, cuyas especies vivientes son denominadas comúnmente aningas, biguá-víboras, aves serpiente, marbellas o patos aguja.

## Taxonomía
Esta especie fue descrita originalmente en el año 2002 por los paleontólogos Andrés Rinderknecht y Jorge Ignacio Noriega, bajo el nombre científico de Giganhinga kiyuensis Rinderknetch & Noriega, 2002, como especie tipo del género Giganhinga.  
La descripción se realizó sobre la base de una cintura pélvica incompleta (MNHN 1632) procedente de las barrancas de San Gregorio que bordean el litoral norte del Río de la Plata situadas en la localidad de Kiyú, en el litoral del departamento de San José, en el sur del Uruguay, las que están constituidas por sedimentos de la Formación San José o Formación Raigón, adjudicados al Plioceno-Pleistoceno medio (Pisos/Edades Piacenziano-Gelasiano). 
Posteriormente se le sumó un extremo distal de fémur (MACNPV 12179) colectado del “Mesopotamiense” (Mioceno tardío), de la Formación Ituzaingó, en el oeste de la provincia de Entre Ríos, nordeste de la Argentina.
Etimología
Etimológicamente, el término específico kiyuensis es un topónimo que refiere a la localidad donde fue colectado el tipo: las barrancas de la localidad balnearia de Kiyú.
Relaciones filogenéticas
En el año 2015 Juan Marcelo Diederle realizó una revisión sistemática de los integrantes de la familia Anhingidae descritos para el subcontinente sudamericano. En el análisis filogenético se tuvo en cuenta los estadios ontogenéticos presentes en las muestras para evitar una sobrestimación de la verdadera diversidad de especies, se analizó también las variaciones cuali- y cuantitativas en relación con las especies actuales para finalmente proceder a redefinir y delimitar el elenco taxonómico fósil.
También se realizaron estudios paleobiológicos, mediante tomografías axiales de determinados elementos óseos para determinar la robustez de su corteza. Cotejándolas respecto a las aningas vivientes, se estimó las masas corporales de cada especie extinta, se infirió su musculatura mediante la comparación entre correlatos óseos de los orígenes e inserciones y desarrollos musculares, estimándose así mismo morfotipos locomotores, se calculó la envergadura alar, el área del ala y la carga alar. La conclusión de la revisión sistemática determinó que Giganhinga kiyuensis se trata de un taxón específico válido, pero fue transferido al género Macranhinga.

## Características y hábitos
Habría presentado hábitos similares a los actuales grandes pingüinos. Poseía un peso de alrededor de 18,4 kg (25 kg en la descripción original), lo que le permitía realizar prolongados y profundos buceos para capturar peces y otras presas bastante grandes, compitiendo por el mismo recurso con delfines, cocodrílidos (gaviálidos) y pinnípedos. Se cree que había perdido totalmente la capacidad de volar, por lo que, para mantenerse a resguardo de los depredadores y reproducirse exitosamente, habría anidado sobre el suelo de pequeñas islas e islotes.
Se estima que habría habitado en la porción inferior de las cuencas de grandes ríos o incluso en ambientes estuariales ya con aguas salobres.